# Tali'Zorah
Tali'Zorah nar Rayya (nota anche con gli epiteti vas Neema e vas Normandy) è un personaggio immaginario della serie di videogiochi action RPG Mass Effect. Appartenente alla specie dei quarian, è uno dei membri principali della squadra di Shepard nonché uno dei pochi ad apparire in tutti e tre i capitoli della trilogia al fianco del protagonista. Appare inoltre nel secondo numero della serie di fumetti Mass Effect: Homeworlds.
Tecnico e ingegnere particolarmente esperto, è figlia di uno degli ammiragli della Flotta Migrante, Rael'Zorah, di cui prenderà il posto nell'Ammiragliato dopo la morte.

## Caratteristiche
Tali'Zorah è un abile ingegnere e tecnico quarian, una specie aliena organica nomade e costretta, a causa di una forte debolezza del proprio sistema immunitario, ad indossare sempre tuta e casco protettivi. Pertanto il volto non è mai stato direttamente rivelato.
Nell'onomastica quarian oltre al nome proprio vengono aggiunte la nave di provenienza e successivamente la nave di appartenenza. Prima della fine del pellegrinaggio nel primo capitolo della saga, l'epiteto utilizzato era solamente "nar Rayya", sua nave di origine, ma dopo aver terminato il pellegrinaggio, e dopo esser stata assegnata alla Neema, si è aggiunto l'epiteto "vas Neema". Nel corso del secondo capitolo "vas Neema" sarà sostituito con "vas Normandy" in seguito alla militanza di Tali sulla Normandy.
Sul campo utilizza varie abilità tecnologiche tra le quali la creazione di droni da combattimento e la violazione di IA. È inoltre addestrata all'utilizzo dei fucili a pompa e delle pistole pesanti.

## Storia

### Mass Effect: Homeworlds
Tali parte per il suo pellegrinaggio sul vascello Honorata con Keenah'Breizh e altri Quarian. In viaggio verso Illium, Tali e Keenah rilevano però un segnale anomalo su un pianeta ghiacciato sconosciuto, e vi atterrano. Qui trovano un Geth disattivato, da cui estraggono il suo disco di memoria, che contiene un dialogo compromettente tra Saren e la matriarca Benezia. I due decidono di farlo sentire alle autorità di Illium, ma vengono scoperti dal mercenario Turian Jacobus, al servizio di Saren, che con la sua squadra cerca di uccidere i due Quarian, che fuggono a bordo dell'Honorata e partono alla volta di Illium. Sul pianeta Asari, però, nessuno dà retta ai due per via dei pregiudizi sulla loro specie. Jacobus raggiunge quindi Illium, e attacca l'Honorata uccidendo tutto l'equipaggio a bordo. Non sapendo a chi altro rivolgersi se non al Consiglio in persona, Tali e Keenah prendono una nave per la Cittadella. Ma anche qui nessuno vuole ascoltarli e Jacobus, raggiunti i due Quarian, uccide Keenah e ferisce Tali. Questa è costretta a scappare lasciandosi dietro il corpo dell'amico senza vita, ma riesce a organizzare una trappola mortale per il Turian e se ne sbarazza. Alla clinica, Tali racconta la sua storia al dottore, e viene presto contattata da un collaboratore di Saren in incognito, che si finge un agente dell'Ombra.

### Mass Effect
Shepard incontra Tali proprio quando sta per essere uccisa da un gruppo di assassini ingaggiati da Fist, proprietario di un locale nella Cittadella in combutta con Saren, che le ha teso una trappola fingendosi un agente dell'Ombra. Dopo averla salvata, Tali decide di collaborare con Shepard e presenta al Consiglio le prove contro Saren, convincendolo a insignire del titolo di Spettro il comandante Shepard e di toglierlo a Saren. Successivamente, Tali decide di rimanere insieme a Shepard per completare il suo pellegrinaggio.

### Mass Effect 2
Dopo la sconfitta di Saren, Tali torna alla Flotta Migrante e le viene riconosciuto lo status di "Quarian adulto", in quanto ha terminato con successo il suo pellegrinaggio salvando la Galassia, adottando quindi il nome Tali'Zorah vas Neema. Il suo incontro con Shepard avviene due anni dopo sulla colonia umana Freedom's Progress, dove è alla ricerca di Veetor, un suo compagno di squadra. Mentre Tali chiederà a Shepard di aiutarla, la sua squadra rifiuterà l'aiuto per via delle inasprezze con Cerberus. Una volta trovato Veetor, Shepard chiederà a Tali di tornare in squadra con lui, ma rifiuterà. Incontra nuovamente Shepard sul pianeta Haestrom, mentre si trova sotto attacco da un gruppo di Geth, che hanno ucciso quasi tutta la sua squadra. Dopo averla salvata, questa volta accetta di entrare a far parte della squadra e sale a bordo della Normandy.

### Mass Effect 3
Una volta che Shepard viene messo sotto processo e l'equipaggio della Normandy si è sciolto, Tali torna nella flotta migrante, e quando i Quarian danno inizio alla guerra contro i Geth per la riconquista di Rannoch, Shepard entra nel vivo dell'azione per aiutare i Quarian e unirli nella guerra contro i Razziatori, e assieme agli ammiragli approda sulla Normandy anche Tali. A seconda delle scelte fatte in Mass Effect 2, Tali può essere un ammiraglio o un'esiliata che però è stata reintegrata come semplice esperta dei Geth. Alla fine, una volta sconfitto il Razziatore insediato su Rannoch, Shepard dovrà scegliere se permettere a Legion di trasmettere il codice dei Razziatori ai Geth e quindi potenziarli. Scegliendo di trasmettere il codice Legion si sacrifica per trasmettere il codice e, dipendentemente da determinate scelte di Shepard in Mass Effect 2 e nel corso della missione, le navi Quarian cessano l'attacco, ottenendo così l'aiuto di entrambe le parti contro i Razziatori, o continuano l'attacco venendo distrutte da quelle Geth, notevolmente potenziati dal codice. Nel primo caso, a fine missione Tali ringrazierà Shepard e si unirà a lui, mentre nel secondo si suiciderà lasciandosi cadere in un dirupo, dopo essersi tolta la maschera. Scegliendo di non trasmettere il codice, invece, Legion aggredirà Shepard e verrà ucciso da Tali, decretando la fine dei Geth.
Tali può non apparire in Mass Effect 3 se è deceduta nella missione suicida di Mass Effect 2 e, in tal caso, durante la guerra contro i Geth l'ammiraglio Shala'Raan vas Tonbay la sostituirà senza però entrare a far parte dell'equipaggio di Shepard. Come Tali, nel caso in cui la flotta Quarian venga distrutta dai Geth, Raan si toglierà la vita sparandosi.